# Aramé
Pour les articles homonymes, voir Arame (homonymie).
Ecklonia bicyclis, Eisenia bicyclis
Espèce
Synonymes
- Ecklonia wrightii Harvey, 1860[2]
- Eisenia arborea f. bicyclis (Kjellman) Yendo, 1911[1],[2]
- Eisenia bicyclis (Kjellm.) Setch., 1905[1]

L'Aramé, ou Arame (荒布) Ecklonia bicyclis, est une espèce d'algues brunes de la famille des Lessoniaceae.
Cette algue présente de grandes frondes ciselées qui mesurent 30 cm de long et 4 cm de large. Elle est plus épaisse que les autres algues.
On la récolte principalement près de la péninsule d'Ise, sur les rives orientales des îles du Japon. Elle pousse sur les rochers sous le niveau de la mer.

## Cuisine
Similaire à l'hijiki, ses filaments sont plats plutôt que ronds et on doit également s'assurer que les grains de sable et de coquillages ont été enlevés. Contrairement à l'hijiki, un trempage pré-cuisson court est suffisant. D'un brun jaunâtre lorsqu'il est frais, il devient noirâtre à la cuisson. L'aramé est plus tendre lorsqu'il est jeune ; sa texture est légèrement moins croustillante que celle de l'hijiki et sa saveur est plus douce et plus sucrée.
On le sert comme légume d'accompagnement et peut être ajouté aux muffins, aux soupes, aux pilafs, ou d'autres. Il est souvent frit.